# Lellingeria isidrensis
Lellingeria isidrensis là một loài dương xỉ trong họ Polypodiaceae. Loài này được Maxon ex Copel. A.R. Sm. & R.C. Moran mô tả khoa học đầu tiên năm 1991.